# Scientific Linux
Scientific Linux (SL) – europejsko-amerykańska dystrybucja Linuksa – system operacyjny oparty na innej amerykańskiej dystrybucji Red Hat Enterprise Linux (RHEL), z którą jest w pełni kompatybilna. Przeznaczeniem Scientific Linux jest zastosowanie w instytucjach naukowych.
Rozwojem dystrybucji zajmują się przede wszystkim instytucje naukowe Europejski Ośrodek Badań Jądrowych CERN (Szwajcaria) oraz amerykański Fermi National Accelerator Laboratory (Fermilab).
Do roku 2004 był rozwijany pod nazwą High Energy Physics Linux (HEPL), nad którym prace zapoczątkował administrator Connie Sieh na bazie Fermi Linux LTS.
Na końcu kwietnia 2019 została ogłoszona wiadomość, że rozwój dystrybucji w wersji 8 nie będzie prowadzony. Wersje 6 i 7 będą wspierane aż do zakończenia ich cyklu życia, a dotychczasowe wsparcie dla rozwoju Scientific Linuksa zostanie przekierowane na rzecz poprawy projektu CentOS w środowiskach naukowych. W grudniu 2020 roku, ze względu na nagłą zmianę w długości planowanego wsparcia dla systemu CentOS 8, pojawiła się informacja o możliwej zmianie tej decyzji.

## Zgodność oprogramowania
Dzięki kompatybilności z dystrybucją Red Hat Enterprise Linux, wynikającej z wykorzystania tych samych źródeł oprogramowania, na komputerach z dystrybucją Scientific Linux możliwe jest instalowanie również komercyjnego oprogramowania, które zwykle funkcjonuje wyłącznie z dystrybucją firmy Red Hat.

## Cele
Scientific Linux został rozwinięty w różnych instytutach naukowych i na uniwersytetach z celem spełnienia wymogów stawianych przez użytkowników ze środowisk akademickich i badawczych, szczególnie nauk ścisłych. Najważniejsze aspekty to:
- dodatkowe elementy oprogramowania przydatne i wygodne w pracy naukowej
- otwarty system operacyjny (open source)
- wspólny podstawowy system operacyjny dla laboratoriów i naukowców
- odciążenie instytucji naukowych i laboratoriów od wysiłku budowania własnej dystrybucji Linuksa
- łatwe dopasowanie, aby np. laboratoria mogły rozprowadzać własną wersję dystrybucji z elementami własnymi, nie angażując się przy tym w budowanie wszystkiego od podstaw
- możliwość korzystania z komercyjnego oprogramowania przeznaczonego dla odpłatnego Red Hat Enterprise Linux

Poprzednie, animowane logo

## Historia
Początkowo Scientific Linux bazował na Fermi Linux LTS 3.0.1 – Dopiero później zdecydowano się na RHEL. Connie Sieh, administrator pracujący w laboratorium fizyki wielkich energii dostrzegł potencjał kryjący się w owej domowej dystrybucji Fermilab. Praca nad dystrybucją zaowocowała pierwszym prototypem HEPL. Pozytywny oddźwięk w środowiskach naukowych umożliwił dalszy rozwój i w maju 2004 roku ukazała się pierwsza dystrybucja pod nową nazwą Scientific Linux. Wraz z pojawieniem się RHEL w wersji 8, będącego bazą dla Scientific Linuksa, twórcy projektu postanowili nie prowadzić dalej prac rozwojowych, jednocześnie zapewniając o dalszym wsparciu dla wersji 6. oraz 7.

### Wersje dystrybucji
Pierwsze oficjalne wydanie dystrybucji Scientific Linux ma numer 3.0.1, wydano ją 10 maja 2004.
Archiwalne wydania Scientific Linux znajdują się pod tymi linkami: 
| Numer wydania | Nazwa     | Architektury        | Baza RHEL | Data wydania | Data wydania RHEL | Opóźnienie |
| ------------- | --------- | ------------------- | --------- | ------------ | ----------------- | ---------- |
| 3.0.1         | Feynman   | i386, x86-64        | 3.1       | 2004-05-10   | 2004-01-16        | 106d       |
| 3.0.2         | Feynman   | i386, x86-64, IA-64 | 3.2       | 2004-06-28   | 2004-05-18        | 41d        |
| 3.0.3         | Feynman   | i386, x86-64, IA-64 | 3.3       | 2004-10-03   | 2004-09-03        | 30d        |
| 3.0.4         | Feynman   | i386, x86-64, IA-64 | 3.4       | 2005-02-11   | 2004-12-21        | 52d        |
| 3.0.5         | Feynman   | i386, x86-64, IA-64 | 3.5       | 2005-07-25   | 2005-05-20        | 66d        |
| 3.0.6         | Feynman   | i386, x86-64, IA-64 | 3.6       | 2005-11-07   | 2005-09-28        | 40d        |
| 3.0.7         | Feynman   | i386, x86-64, IA-64 | 3.7       | 2006-05-26   | 2006-03-15        | 72d        |
| 3.0.8         | Feynman   | i386, x86-64, IA-64 | 3.8       | 2006-10-31   | 2006-07-20        | 103d       |
| 3.0.9         | Legacy    | i386, x86-64, IA-64 | 3.9       | 2007-10-12   | 2007-06-15        | 119d       |
| 4.0           | Beryllium | i386, x86-64        | 4.0       | 2005-04-20   | 2005-02-14        | 65d        |
| 4.1           | Beryllium | i386, x86-64, IA-64 | 4.1       | 2005-08-06   | 2005-06-08        | 59d        |
| 4.2           | Beryllium | i386, x86-64        | 4.2       | 2005-11-22   | 2005-10-05        | 48d        |
| 4.3           | Beryllium | i386, x86-64        | 4.3       | 2006-05-08   | 2006-03-12        | 57d        |
| 4.4           | Beryllium | i386, x86-64        | 4.4       | 2006-10-09   | 2006-08-10        | 60d        |
| 4.5           | Beryllium | i386, x86-64        | 4.5       | 2007-06-25   | 2007-05-01        | 55d        |
| 4.6           | Beryllium | i386, x86-64        | 4.6       | 2008-03-12   | 2007-11-16        | 117d       |
| 4.7           | Beryllium | i386, x86-64        | 4.7       | 2008-09-03   | 2008-07-24        | 41d        |
| 4.8           | Beryllium | i386, x86-64        | 4.8       | 2009-07-28   | 2009-05-18        | 71d        |
| 4.9           | Beryllium | i386, x86-64        | 4.9       | 2011-04-21   | 2011-02-16        | 64d        |
| 5.0           | Boron     | i386, x86-64        | 5.0       | 2007-05-14   | 2007-03-14        | 61d        |
| 5.1           | Boron     | i386, x86-64        | 5.1       | 2008-01-16   | 2007-11-07        | 70d        |
| 5.2           | Boron     | i386, x86-64        | 5.2       | 2008-06-26   | 2008-05-21        | 36d        |
| 5.3           | Boron     | i386, x86-64        | 5.3       | 2009-03-19   | 2009-01-20        | 58d        |
| 5.4           | Boron     | i386, x86-64        | 5.4       | 2009-11-04   | 2009-09-02        | 63d        |
| 5.5           | Boron     | i386, x86-64        | 5.5       | 2010-05-19   | 2010-03-31        | 49d        |
| 5.6           | Boron     | i386, x86-64        | 5.6       | 2011-06-21   | 2011-01-13        | 159d       |
| 5.7           | Boron     | i386, x86-64        | 5.7       | 2011-09-14   | 2011-07-21        | 55d        |
| 5.8           | Boron     | i386, x86-64        | 5.8       | 2012-04-24   | 2012-02-21        | 63d        |
| 6.0           | Carbon    | i386, x86-64        | 6.0       | 2011-03-03   | 2010-11-10        | 113d       |
| 6.1           | Carbon    | i386, x86-64        | 6.1       | 2011-07-28   | 2011-05-19        | 70d        |
| 6.2           | Carbon    | i386, x86-64        | 6.2       | 2012-02-16   | 2011-12-06        | 72d        |
| 6.3           | Carbon    | i386, x86-64        | 6.3       | 2012-08-08   | 2012-06-21        | 48d        |
| 6.4           | Carbon    | i386, x86-64        | 6.4       | 2013-03-28   | 2013-02-21        | 35d        |
| 6.5           | Carbon    | i386, x86-64        | 6.5       | 2014-01-31   | 2013-11-21        | 71d        |
| 6.6           | Carbon    | i386, x86-64        | 6.6       | 2014-11-12   | 2014-10-14        | 29d        |
| 6.7           | Carbon    | i386, x86-64        | 6.7       | 2015-08-26   | 2015-07-22        | 35d        |
| 6.8           | Carbon    | i386, x86-64        | 6.8       | 2016-07-15   | 2016-05-10        | 66d        |
| 6.9           | Carbon    | i386, x86-64        | 6.9       | 2017-04-17   | 2017-03-21        | 27d        |
| 6.10          | Carbon    | i386, x86-64        | 6.10      | 2018-07-10   | 2018-06-19        | 21d        |
| 7.0           | Nitrogen  | x86-64              | 7.0       | 2014-10-13   | 2014-06-09        | 126d       |
| 7.1           | Nitrogen  | x86-64              | 7.1       | 2015-04-13   | 2015-03-05        | 39d        |
| 7.2           | Nitrogen  | x86-64              | 7.2       | 2016-02-05   | 2015-11-19        | 78d        |
| 7.3           | Nitrogen  | x86-64              | 7.3       | 2017-01-25   | 2016-11-03        | 83d        |
| 7.4           | Nitrogen  | x86-64              | 7.4       | 2017-10-02   | 2017-07-31        | 63d        |
| 7.5           | Nitrogen  | x86-64              | 7.5       | 2018-05-10   | 2018-04-10        | 30d        |
| 7.6           | Nitrogen  | x86-64              | 7.6       | 2018-12-03   | 2018-10-30        | 34d        |
| 7.7           | Nitrogen  | x86-64              | 7.7       | 2019-08-26   | 2019-08-06        | 20d        |
| 7.8           | Nitrogen  | x86-64              | 7.8       | 2020-04-20   | 2020-03-31        | 20d        |
| 7.9           | Nitrogen  | x86-64              | 7.9       | 2020-10-20   | 2020-09-29        | 21d        |

| Numer Wydania | Pełne aktualizacje | Główne aktualizacje |
| ------------- | ------------------ | ------------------- |
| 3             | 2006-07-20         | 2010-10-31          |
| 4             | 2009-03-31         | 2012-02-29          |
| 5             | 1 kwartał 2014     | 2017-03-31          |
| 6             | 2 kwartał 2017     | 2020-11-30          |
| 7             | 3 kwartał 2020     | 2024-08-30          |